# Théâtre de Lons-le-Saunier
Le théâtre de Lons-le-Saunier est un théâtre à l'italienne situé à Lons-le-Saunier, dans le département du Jura.

## Histoire
Le 21 janvier 1901, un incendie ravage le lieu, il y a un mort. La ville, mal assurée, ne récupère que les murs pour la reconstruction. Grâce au travail de deux architectes de Bourg-en-Bresse, Georges et Tony Ferret, le théâtre peut à nouveau ouvrir ses portes en août 1903 avec la représentation d’Hernani de Victor Hugo. Il est géré par la ville jusqu’en 1948.
Fermé de 1995 à 1997, le théâtre a pu être entièrement rénové de l’intérieur. La salle, les galeries et le péristyle sont restaurés en intégralité, en accord avec le confort moderne, tout en respectant le style initial (dorures à l’or fin, couleurs identiques, sièges recréés avec le même tissu).

## Description

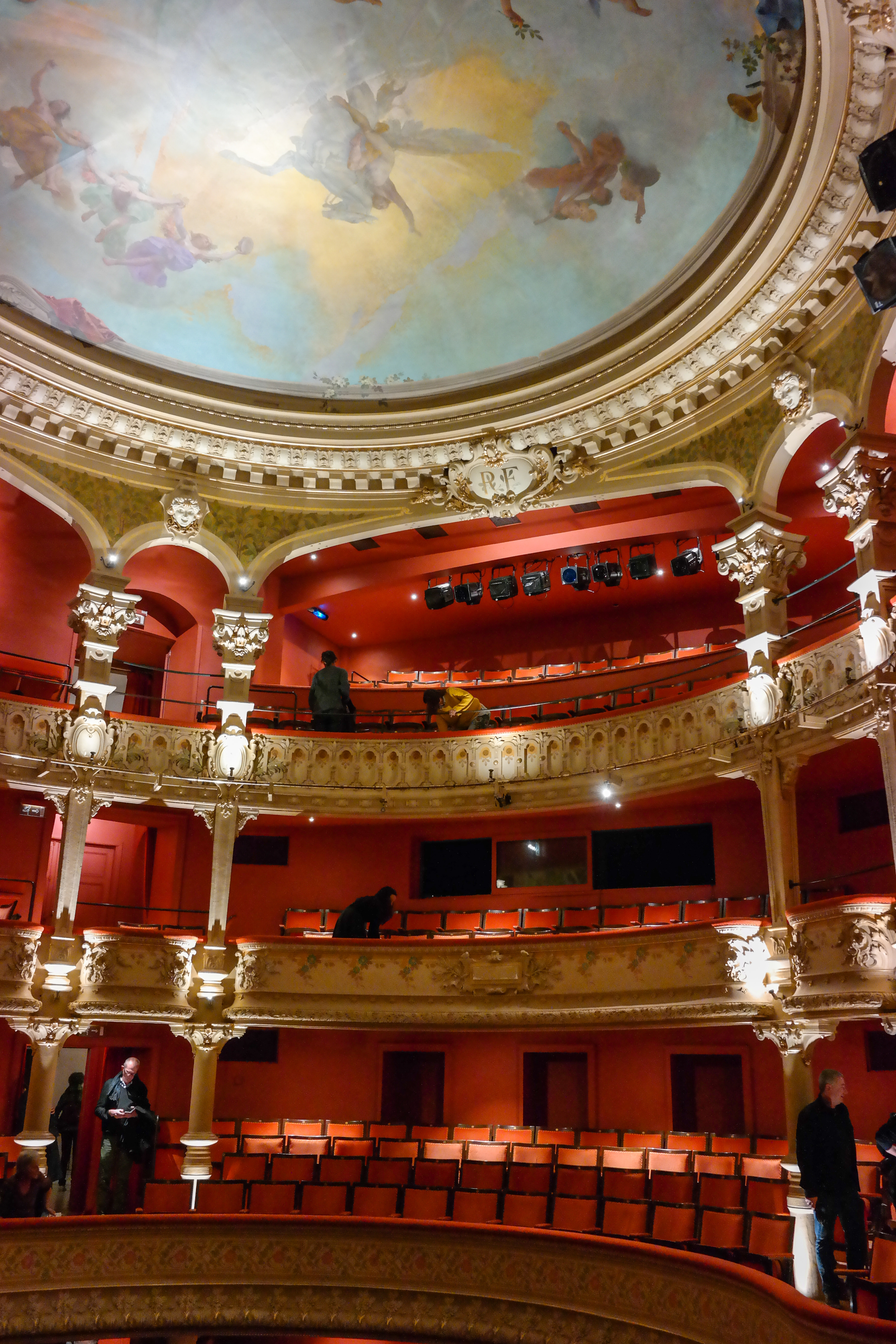
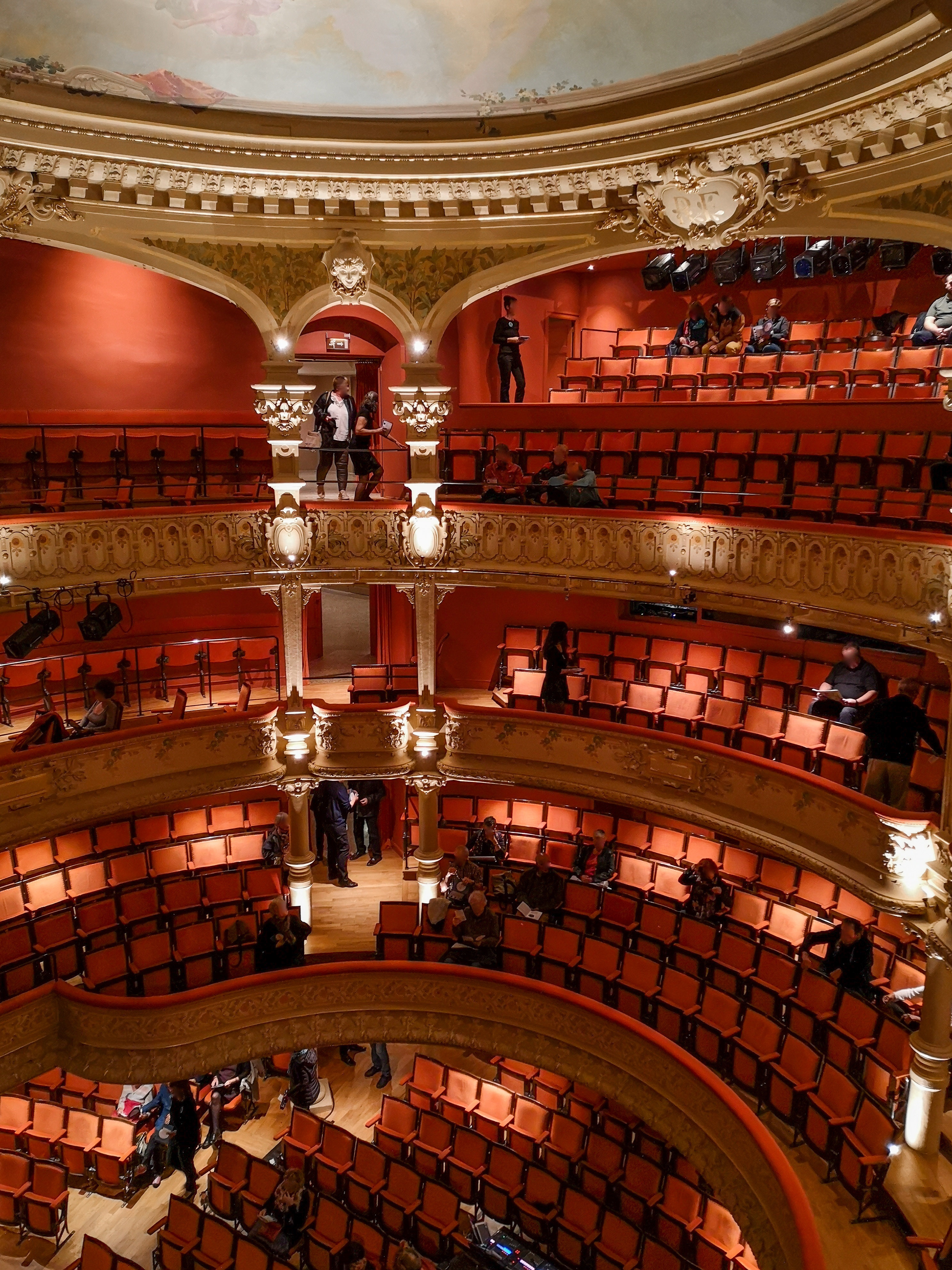

## Statut patrimonial et juridique
Le théâtre fait l'objet d'un classement au titre des monuments historiques par arrêté du 7 février 1994, en tant que propriété de la commune. 
Ce statut fait suite à la demande de Jacques Pélissard pour protéger l’intérieur du théâtre et le décor du Café de Strasbourg (comprenant les restaurants et l’actuel Carcom).[réf. nécessaire]